# Trichotosia gautierensis
Trichotosia gautierensis är en orkidéart som först beskrevs av Johannes Jacobus Smith, och fick sitt nu gällande namn av Peter Francis Hunt. Trichotosia gautierensis ingår i släktet Trichotosia och familjen orkidéer. Inga underarter finns listade i Catalogue of Life.